# Верхозерье (Коми)
Верхозе́рье (коми Тыдін) — опустевшая деревня в Удорском районе Республики Коми РФ, в составе сельского поселения Чупрово.

## География
Расположена на правом берегу реки Вашка на расстоянии менее 2 км на юг-юго-восток от деревни Муфтюга.

## История
Впервые была упомянута в 1608 году как деревня «Мучтюга над озером над Мучтюгою» с 5 дворами. В 1646 было здесь 19 дворов, в 1678 («Мантюга Большая») — 12 дворов, в 1719 19, в 1859 в 32 двора и 259 жителей, в 1873 («Муфтюкская, Верхозерская») — 56 и 360. В 1926 в деревне было 32 двора и 165 жителей, в 1970 — 79 жителей, в 1979 — 33, в 1989 — 6, в 1990 — 3, в 1992—1995 населения уже не было.

## Население
Постоянное население не было учтено как в 2002 году, так и в 2010.